# Gregorio Manzur
Pour les articles homonymes, voir Manzur.
Gregorio Manzur, né le 9 mai 1936 à Mendoza dans la province de Mendoza en Argentine et mort à Paris le 2 février 2022, est un journaliste, romancier, poète, acteur et dramaturge argentin. Il est pratiquant de tai-chi-chuan et a écrit des ouvrages sur le sujet.

## Biographie
Il vit en France depuis 1965. Après des études à Institut des hautes études cinématographiques, il devient journaliste à Radio France puis producteur délégué à France Culture.
Il a fait plusieurs voyages en Chine et en Inde qui lui ont permis de rencontrer des experts en techniques du corps. Sa rencontre avec Gu Meisheng en 1984 a donné une large place au tai-chi-chuan dans sa démarche.
En 1985, il joue le rôle de Carlos Gardel dans le film franco-argentin réalisé par Fernando Ezequiel Solanas, Tangos, l'exil de Gardel (Tangos, el exilio de Gardel).
En 1989, il publie Piqué sur la rouge (Sangre en el ojo) que Claude Mesplède caractérise comme un « comte noir et métaphorique, récit initiatique empreint de poésie mais aussi étude de mœurs, le livre fustige sans outrance l'hypocrisie des pouvoirs établis : justice, politique et religion ».

## Œuvre

### Romans
- Doce estíos del Cuyum Publié en français sous le titre Solstice du jaguar, traduit par Antoine Berman, Paris, Fayard (1980)  (ISBN 2-213-00854-X)
- Sangre en el ojo (1989) (Prix Sésame de littérature 1989) Publié en français sous le titre Piqué sur la rouge, traduit par Alexandra Carrasco, Paris, Gallimard, coll. « Série noire » no 2386 (1995)  (ISBN 2-07-049407-1)
- Iguazú Publié en français sous le titre Iguazú, traduit par Alexandra Carrasco, Paris, Fayard (1999)  (ISBN 2-213-60327-8)

### Pièces de théâtre
- Chronique bouffe de la Deuxième Guerre mondiale (1966)
- Cassus Belli (1968)
- La Folle de Cayupangui (1986)
- Lucie la coiffeuse (1987)
- Lorenzo l'aveugle (1989)
- La Citroën écarlate (1994)
- Rencontre post vitam avec Julio Cortazar (1995)
- Le Poncho de Hualicho (1998)

### Recueil de nouvelles
- La Garganta del Aguila (1978)

### Nouvelle
- El Forastero (2003)

### Poésie
- Murmures du silence, traduit par l'auteur, Paris, L'Harmattan, coll. « Contre-chant Amérique » no 3 (1985)

### Conte
- La Femme de miel

### Autres ouvrages
- Les Mouvements du silence : vingt ans d'initiation avec des maîtres de Tai-chi en Chine, Albin Michel (2005)  (ISBN 978-2-226-19143-4)
- L'Art du combat avec son ombre : l'esprit du Chigong et du Tai-chi, préface de Catherine Despeux, Paris, Albin Michel, coll. « Espaces libres » no 196 (2012)  (ISBN 978-2-226-18298-2)

## Filmographie

### En tant qu'acteur

#### Au cinéma
- 1985 : Tangos, l'exil de Gardel (Tangos, el exilio de Gardel), film franco-argentin réalisé par Fernando Ezequiel Solanas, dans lequel Gregori Manzur incarne Gardel

#### À la télévision
- 1987 : Patte de velours, téléfilm français réalisé par Nelly Kaplan, dans lequel Gregorio Manzur incarne un soupirant

## Sources
- Claude Mesplède (dir.), Dictionnaire des littératures policières, vol. 2 : J - Z, Nantes, Joseph K, coll. « Temps noir », 2007, 1086 p. (ISBN 978-2-910-68645-1, OCLC 315873361), p. 294.
- Claude Mesplède, Les Années Série noire vol.5 (1982-1995), Encrage « Travaux » no 36, 2000